# Life (album av The Cardigans)
Life är den svenska popgruppen The Cardigans andra studioalbum. Det gavs ut den 1 mars 1995 och innebar en internationell framgång, särskilt i Japan där det sålde platinum. Det gavs även ut i USA, på skivbolaget Minty Fresh Records, men denna version var en samling av spår från albumen Emmerdale och Life.
Albumet debuterade på den svenska försäljningslistan den 31 mars 1995 och kom som högst på en 20:e plats.

## Låtlista

### Frankrike, Kanada och Storbritannien
1. "Carnival" – 3:37
2. "Gordon's Gardenparty" – 3:22
3. "Daddy's Car" – 3:35
4. "Sick and Tired" – 3:24
5. "Tomorrow" – 3:05
6. "Rise and Shine" – 3:30
7. "Beautiful One" – 3:28
8. "Travelling with Charley" – 4:09
9. "Fine" – 3:11
10. "Celia Inside" – 4:42
11. "Hey! Get Out of My Way" – 3:32
12. "After All..." – 2:57
13. "Sabbath Bloody Sabbath" – 4:32 (ursprungligen framförd av Black Sabbath)

### Sverige
1. "Carnival" – 3:37
2. "Gordon's Gardenparty" – 3:22
3. "Daddy's Car" – 3:35
4. "Pikebubbles" – 3:05
5. "Tomorrow" – 3:05
6. "Beautiful One" – 3:28
7. "Travelling with Charley" – 4:09
8. "Fine" – 3:11
9. "Sunday Circus Song" – 3:56
10. "Hey! Get Out of My Way" – 3:32
11. "Closing Time" – 10:22

### USA
1. "Carnival" – 3:36
2. "Daddy's Car" – 3:36
3. "Fine" – 3:09
4. "Rise and Shine" – 3:28
5. "Our Space" – 3:29
6. "Celia Inside" – 4:40
7. "Over the Water" – 2:13
8. "Tomorrow" – 3:03
9. "Sick and Tired" – 3:23
10. "Beautiful One" – 3:27
11. "Gordon's Gardenparty" – 3:19
12. "Hey! Get Out of My Way" – 3:30
13. "Sabbath Bloody Sabbath" – 4:30
14. "Happy Meal" – 2:36

## Övrigt
- "Carnival" finns med på soundtrack för filmen Austin Powers: Hemlig internationell agent från 1997.

## Singlar

### Japan och Sverige
- "Carnival"
- "Hey! Get Out of My Way"
- "Rise and Shine" (Bara återlansering i Japan)

### Kontinentaleuropa och Storbritannien
- "Carnival" (10 juni 1995, #72 Storbritannien)
- "Sick and Tired" (23 september 1995, #34 Storbritannien)
- "Carnival" (nyutgåva 25 november 1995, #35 Storbritannien)
- "Rise and Shine" (10 februari 1996, #29 Storbritannien)